# Brooke County
Das Brooke County ist ein County im US-Bundesstaat West Virginia. Bei der Volkszählung im Jahr 2020 hatte das County 22.559 Einwohner und eine Bevölkerungsdichte von 98,1 Einwohnern pro Quadratkilometer. Der Verwaltungssitz (County Seat) ist Wellsburg.

## Geographie
Das County liegt fast im äußersten Norden von West Virginia im Northern Panhandle, grenzt im Osten an Pennsylvania und im Westen an Ohio, wobei die Grenze durch den Ohio River gebildet wird. Es hat eine Fläche von 239 Quadratkilometern, wovon neun Quadratkilometer Wasserfläche sind. An das Brooke County grenzen folgende Countys:
|                         | Hancock County |                                  |
| Jefferson County (Ohio) |                | Washington County (Pennsylvania) |
|                         | Ohio County    |                                  |

## Geschichte
Das Brooke County wurde am 30. November 1796 aus Teilen des Ohio County gebildet. Benannt wurde es nach Robert Brooke (ca. 1761–1800), einem früheren Gouverneur von Virginia (1794–1796).

## Demografische Daten

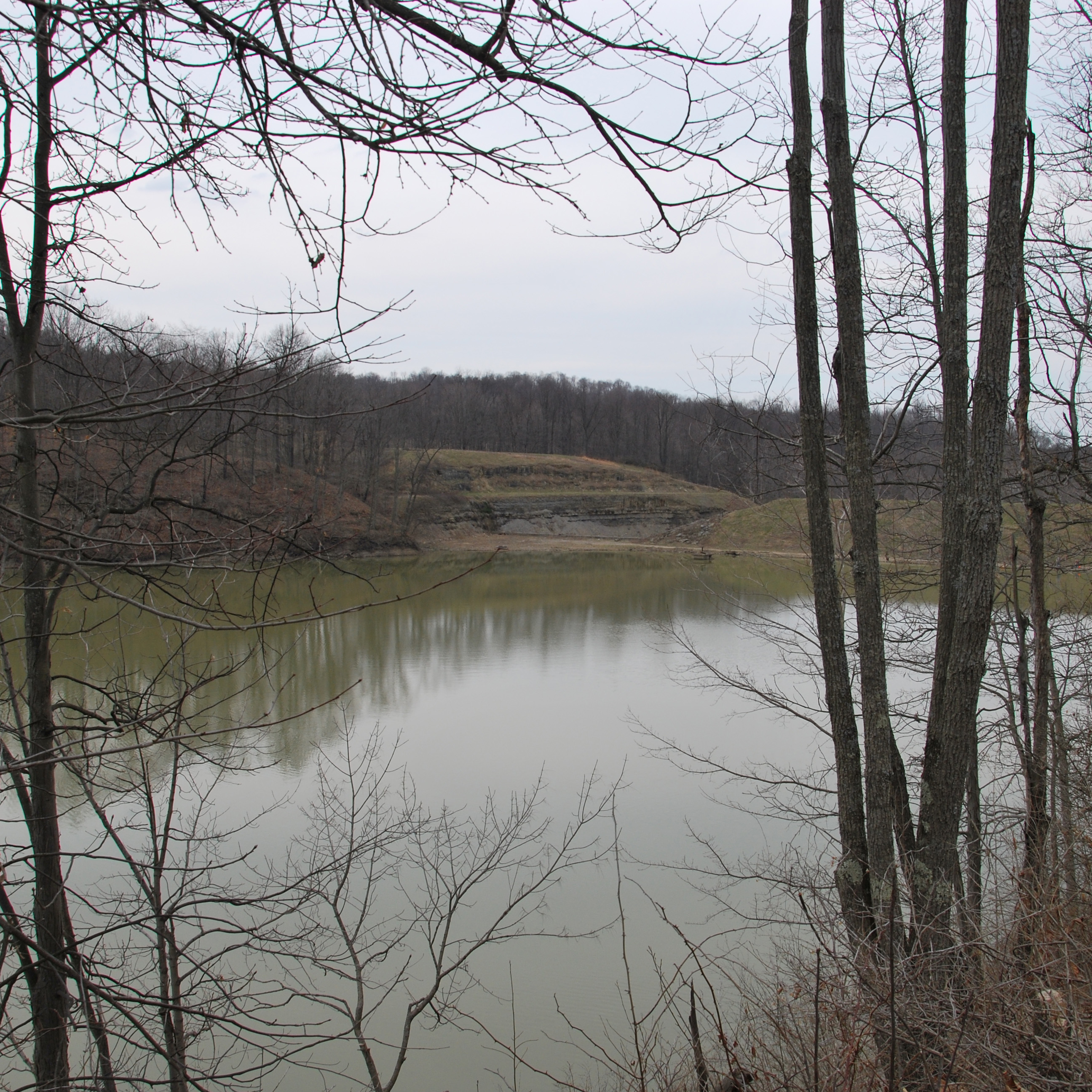
Castleman Run Lake

Nach der Volkszählung im Jahr 2010 lebten im Brooke County 24.069 Menschen in 10.006 Haushalten. Die Bevölkerungsdichte betrug 104,6 Einwohner pro Quadratkilometer.
Ethnisch betrachtet setzte sich die Bevölkerung zusammen aus 97,0 Prozent Weißen, 1,2 Prozent Afroamerikanern, 0,1 Prozent amerikanischen Ureinwohnern, 0,4 Prozent Asiaten sowie aus anderen ethnischen Gruppen; 1,1 Prozent stammten von zwei oder mehr Ethnien ab. Unabhängig von der ethnischen Zugehörigkeit waren 0,7 Prozent der Bevölkerung spanischer oder lateinamerikanischer Abstammung.
In den 10.006 Haushalten lebten statistisch je 2,30 Personen.
19,0 Prozent der Bevölkerung waren unter 18 Jahre alt, 61,9 Prozent waren zwischen 18 und 64 und 19,1 Prozent waren 65 Jahre oder älter. 51,5 Prozent der Bevölkerung war weiblich.

Das jährliche Durchschnittseinkommen eines Haushalts lag bei 38.624 USD. Das Prokopfeinkommen betrug 22.425 USD. 13,6 Prozent der Einwohner lebten unterhalb der Armutsgrenze.

## Städte und Gemeinden
Citys
- Follansbee
- Weirton1
- Wellsburg

Town
- Bethany

Villages
- Beech Bottom
- Windsor Heights

Census-designated place (CDP)
- Hooverson Heights

Unincorporated Communitys
| - Arnold - Coketown - Colliers - East Steubenville | - Fowlerston - Rockdale - Short Creek - Virginville |

1 – überwiegend im Hancock County